# Russ (Rapper)
Russ (* 26. September 1992 in New Jersey, bürgerlich Russell James Vitale) ist ein US-amerikanischer Rapper, Singer-Songwriter und Musikproduzent. Er wurde vor allem bekannt durch seine Singles What They Want und Losin Control, die Platz 83 und 62 der US Billboard Hot 100 erreichten. Er ist Teil der Rap-Gruppe Diemon Crew. Am 5. Mai 2017 veröffentlichte er mit Columbia Records sein Debütalbum There’s Really a Wolf.

## Leben und Karriere
Russell Vitale wurde am 26. September 1992 in New Jersey geboren und zog wegen der Arbeit seines Vaters schon als Kind des Öfteren um. So lebte er kurzzeitig in New York, North Carolina und Kentucky, bis seine Familie einen permanenten Wohnsitz in Rosswell (Georgia) erlangte. Heute lebt er in Atlanta. Mit bereits sieben Jahren begann Russ Rap-Texte zu schreiben, mit 14 produzierte er dann erste Beats. Mit 18 Jahren nahm er seinen ersten Song auf.
Russ hat Iris-Heterochromie, was ihm zwei verschiedene Augenfarben und damit ein besonderes Markenzeichen verleiht. Sein linkes Auge ist dunkel-, das rechte hellbraun.
Seit 2016 steht Russ bei Columbia Records unter Vertrag. Im selben Jahr veröffentlichte er seine Single What They Want, die Platz 83 der US Billboard Hot 100 Charts erreichte und später Losin Control, welche mit der Höchstplatzierung 29 seine am bisher höchsten in den US-amerikanischen Charts platzierte Single ist.
Vor Release seines Albums kündigte er per Twitter seine "The Wake Up" Tour an, welche vom 16. Mai bis 5. August 2017 stattfindet.
Ende August 2017 wurde bekanntgegeben, dass There’s Really a Wolf den Goldstatus erreicht hat, welches er auch gleichzeitig komplett alleine produziert hat.
Ende Mai 2024 startet er seine "It Was You All Along" Tour in Nordamerika.

## Musikstil
Zu seinen früheren Inspirationen zählen G-Unit, 50 Cent und Eminem. Bevor er sich selbst beim Rappen aufnahm, produzierte Russ sechs Jahre lang zahlreiche Beats. Noch heute schreibt, produziert und mixt er seine Songs selbst, ist zudem für das Mastering zuständig und dient zugleich als Toningenieur.

## Diskografie

### Alben
| Jahr | Titel                 | Höchstplatzierung, Gesamtwochen, AuszeichnungChartplatzierungen (Jahr, Titel, Platzierungen, Wochen, Auszeichnungen, Anmerkungen) | Höchstplatzierung, Gesamtwochen, AuszeichnungChartplatzierungen (Jahr, Titel, Platzierungen, Wochen, Auszeichnungen, Anmerkungen) | Anmerkungen                             |
| Jahr | Titel                 | CH | US | Anmerkungen                             |
| ---- | --------------------- | --- | --- | --------------------------------------- |
| 2017 | There’s Really a Wolf | — | US7 ×2Doppelplatin · (84 Wo.)US                                                                                                   | Erstveröffentlichung: 5. Mai 2017       |
| 2018 | Zoo                   | CH37 (1 Wo.)CH | US4 Gold · (11 Wo.)US | Erstveröffentlichung: 7. September 2018 |
| 2020 | Shake the Snow Globe  | CH35 (1 Wo.)CH | US4 Gold · (9 Wo.)US | Erstveröffentlichung: 31. Januar 2020   |
| 2023 | Santiago              | CH45 (1 Wo.)CH | US12 (1 Wo.)US | Erstveröffentlichung: 18. August 2023   |
| 2025 | W!ld                  | — | US10 (1 Wo.)US | Erstveröffentlichung: 27. Juni 2025     |

Weitere Alben
- 2011: Velvet
- 2012: Apollo 13
- 2012: 5280
- 2012: Vacation
- 2013: Straight From Limbo
- 2013: The Edge
- 2013: Colorblind
- 2014: Pink Elephant
- 2014: Brain Dead
- 2014: Silence
- 2018: Just in Case
- 2020: Chomp
- 2021: Chomp 2
- 2022: If Not Now, When?

### Singles
| Jahr | Titel Album                          | Höchstplatzierung, Gesamtwochen, AuszeichnungChartplatzierungen (Jahr, Titel, Album, Platzierungen, Wochen, Auszeichnungen, Anmerkungen) | Höchstplatzierung, Gesamtwochen, AuszeichnungChartplatzierungen (Jahr, Titel, Album, Platzierungen, Wochen, Auszeichnungen, Anmerkungen) | Höchstplatzierung, Gesamtwochen, AuszeichnungChartplatzierungen (Jahr, Titel, Album, Platzierungen, Wochen, Auszeichnungen, Anmerkungen) | Anmerkungen                                          |
| Jahr | Titel Album                          | CH | UK | US | Anmerkungen                                          |
| ---- | ------------------------------------ | --- | --- | --- | ---------------------------------------------------- |
| 2015 | What They Want There’s Really a Wolf | CH— GoldCH | UK— SilberUK | US83 ×5Fünffachplatin · (8 Wo.)US | Erstveröffentlichung: 19. August 2015                |
| 2015 | Losin Control There’s Really a Wolf  | — | UK— SilberUK | US62 ×8Achtfachplatin · (19 Wo.)US | Erstveröffentlichung: 9. November 2015               |
| 2019 | Best on Earth Shake the Snow Globe   | — | — | US46 ×3Dreifachplatin · (20 Wo.)US | Erstveröffentlichung: 17. Oktober 2019 feat. Bia     |
| 2022 | Handsomer –                          | — | — | US40 Gold · (10 Wo.)US | Erstveröffentlichung: 4. Februar 2022                |
| 2022 | Are You Entertained –                | CH36 (1 Wo.)CH | UK47 (3 Wo.)UK | US97 (1 Wo.)US | Erstveröffentlichung: 22. Juli 2022 feat. Ed Sheeran |
| 2023 | Nasty –                              | — | — | US75 Gold · (3 Wo.)US | Erstveröffentlichung: 17. März 2023                  |

Weitere Singles
| - 2014: Goodbye (US: Gold) - 2014: Psycho - 2015: Willy Wonka (feat. Paulina & Jafé) - 2015: Too Many (US: Gold) - 2015: Pull the Trigger (US: Platin) - 2015: Someone to Drink With - 2015: Do It Myself (US: Platin) - 2015: Down for You - 2016: Inbetween - 2016: Yung God (US: Gold) - 2016: Waste My Time - 2016: T’d Up - 2016: We Just Haven’t Met Yet - 2016: Overdue - 2016: Psycho Pt. 2 (US: Platin) - 2016: Ain’t Nobody Takin My Baby (US: Platin) - 2017: The Journey - 2017: Me You (US: Platin) - 2017: Ride Slow (US: ×2Doppelplatin ) - 2017: The Game - 2017: Think Twice - 2017: Prosper - 2017: Maybe - 2017: Wife You Up (US: Gold) - 2017: Lean On You - 2017: Cherry Hill (US: ×2Doppelplatin ) - 2017: Scared (US: Gold) - 2018: Flip - 2018: Alone - 2018: Some Time (US: Gold) - 2018: Since I Was Broke - 2018: Sore Losers - 2018: Basement (feat. Jessie Reyez) - 2018: Back to Life - 2018: Dangerous | - 2018: Don’t Fall For It - 2018: September 16 (US: Gold) - 2018: Tell Me Why - 2018: The Flute Song - 2018: Serious - 2018: Missin You Crazy (US: ×2Doppelplatin ) - 2019: Aint goin back - 2019: All I Want (feat. Davido) - 2019: Civil War (US: Platin) - 2019: Paranoid - 2020: Live from the Villa - 2020: Give Up - 2020: Can’t Be Me - 2020: Still - 2020: One More Chance - 2020: Why - 2020: Throne Talks - 2020: Aw Aw - 2020: Take You Back (feat. Kehlani) - 2020: Paid Off - 2020: Sorry - 2021: Seduce (feat. Capella Grey, US: Gold) - 2022: That Was Me - 2024: Drives - 2024: In The Dirt - 2024: I Got You - 2024: That's my Girl - 2024: Tired - 2024: Workin On Me - 2024: Best Friend - 2024: Win - 2024: Fendi Bucket - 2024: BREAK! - 2024: If This Is It - 2024: Get Up & Get It |

### Singles als Gastmusiker
- 2016: Perico (mit Dakota)
- 2018: Issues (PnB Rock feat. Russ)
- 2018: Basement (mit Jessie Reyez)
- 2018: Lil Arrogant (mit Joey Badass)
- 2022: Therapy Music (mit Logic)

## Auszeichnungen für Musikverkäufe
| Silberne Schallplatte - Vereinigtes Königreich - 2024: für das Lied 3:15 (Breathe) Goldene Schallplatte - Dänemark - 2025: für das Lied 3:15 (Breathe) - Frankreich - 2023: für die Single What They Want - Griechenland - 2023: für das Lied 3:15 (Breathe) - Kanada - 2019: für die Single Cherry Hill - 2019: für die Single Do It Myself - 2019: für die Single Ride Slow - 2019: für die Single The Flute Song - 2020: für die Single Best on Earth - 2020: für die Single Goodbye - 2020: für die Single Some Time - Neuseeland - 2019: für die Single Psycho Pt. 2 - 2022: für das Album Zoo - 2023: für das Lied 3:15 (Breathe) - 2023: für das Album Shake the Snow Globe | Platin-Schallplatte - Australien - 2019: für die Single Losin Control - 2019: für die Single What They Want - Kanada - 2018: für das Album There’s Really a Wolf - 2019: für die Single Me You - 2019: für die Single Missing You Crazy - 2019: für die Single Pull the Trigger - 2020: für die Single Civil War - Neuseeland - 2021: für die Single Pull the Trigger - 2021: für die Single Missing You Crazy - 2022: für die Single Ain’t Nobody Takin My Baby - Vereinigte Staaten - 2024: für das Lied 3:15 (Breathe) 2× Platin-Schallplatte - Kanada - 2019: für die Single Losin Control - Neuseeland - 2023: für die Single Losin Control - 2024: für das Album There’s Really a Wolf 3× Platin-Schallplatte - Kanada - 2019: für die Single What They Want - Neuseeland - 2024: für die Single What They Want |

Anmerkung: Auszeichnungen in Ländern aus den Charttabellen bzw. Chartboxen sind in ebendiesen zu finden.
| Land/RegionAuszeichnungen für Musikverkäufe (Land/Region, Auszeichnungen, Verkäufe, Quellen) | Silber     | Gold       | Platin       | Verkäufe   | Quellen              |
| -------------------------------------------------------------------------------------------- | ---------- | ---------- | ------------ | ---------- | -------------------- |
| Australien (ARIA)                                                                            | —          | —          | 2× Platin2   | 140.000    | aria.com.au          |
| Dänemark (IFPI)                                                                              | —          | Gold1      | —            | 45.000     | ifpi.dk              |
| Frankreich (SNEP)                                                                            | —          | Gold1      | —            | 100.000    | snepmusique.com      |
| Griechenland (IFPI)                                                                          | —          | Gold1      | —            | 10.000     | Einzelnachweise      |
| Kanada (MC)                                                                                  | —          | 7× Gold7   | 10× Platin10 | 1.080.000  | musiccanada.com      |
| Neuseeland (RMNZ)                                                                            | —          | 4× Gold4   | 10× Platin10 | 315.000    | radioscope.co.nz NZ2 |
| Schweiz (IFPI)                                                                               | —          | Gold1      | —            | 10.000     | hitparade.ch         |
| Vereinigte Staaten (RIAA)                                                                    | —          | 12× Gold12 | 31× Platin31 | 37.000.000 | riaa.com             |
| Vereinigtes Königreich (BPI)                                                                 | 3× Silber3 | —          | —            | 600.000    | bpi.co.uk            |
| Insgesamt                                                                                    | 3× Silber3 | 27× Gold27 | 53× Platin53 |            |                      |

## Auszeichnungen und Nominierungen
| Jahr | Award         | Kategorie       | Gewonnen | Nominiert |
| ---- | ------------- | --------------- | -------- | --------- |
| 2017 | Woodie Awards | Woodie To Watch | Nein     | Ja        |